# 乌珠尔布日德淖日
乌珠尔布日德淖日，又名霍加鲁托湖，是位于中国内蒙古自治区呼伦贝尔市陈巴尔虎旗东乌珠尔苏木南部的一个湖泊。其位置约在东经118°53′，北纬49°17′。湖面海拔582米，面积达2.5平方公里。该湖的沉积物主要为芒硝。乌珠尔布日德淖日在蒙古语中的意思是绿洲末端的湖。